# À propos de courage
À propos de courage (titre original : The Things They Carried) est un roman américain de Tim O'Brien paru en 1990 aux États-Unis publié en 1992 en France chez Plon.
Vendu à plus de deux millions d'exemplaires dans le monde, finaliste du prix Pulitzer, il a reçu en France le prix du meilleur livre étranger.

## Résumé
Un jeune homme embarqué malgré lui dans la guerre du Vietnam tente vingt ans après de surmonter ses souffrances par l'écriture.